# Sasakure.UK
sasakure.UK（2月11日—）是日本的音樂家。又被稱作ささくれP。
作品世界觀以「科幻」和「寓言」作為基底，加以Chiptune風格的音樂，音樂影片中的自製像素畫 Dot 動畫和美術設計也是 sasakure.UK 的特色之一。
sasakure.UK 表示創作音樂的時候通常是與影像、影片同步創作。透過遊戲音樂、男聲合唱和日本文學，自認受到宮澤賢治、星新一、手塚治虫等藝術家的影響深遠。

## 概要
小時候受到「遊戲一天只能玩一小時！」的家庭教育，在紅白機世代音樂中長大。
高中生時期以手機軟體製作電話鈴聲，進而學習作曲。
2002年參與 BMS 創作活動，使用別名義「chocolate max」投稿了樂曲「★SweeT DiscoverY★」大受歡迎、作品中暖洋洋的音色和自製圖像贏得一定人氣，另有名義「TJ.hangneil」投稿作品「神威」。
2007年末，在NICONICO動畫網站投稿VOCALOID樂曲，認為使用VOCALOID創作是「希望寫出只有VOCALOID能表現出來的歌曲」，2009年發表的VOCALOID作品皆獲得絕大人氣。
2010年3月正式出道，發行第一張商業專輯《ボーカロイドは終末鳥の夢を見るか？（VOCALOID會夢見終結之鳥嗎？）》，專輯使用了當時尚未發售的初音未來Append音源。負責開發初音未來的製作人佐佐木涉表示「以VOCALOID為名，將聲音的碎片保存起來，這些聲音將失去些什麼？能得到什麼樣的魅力？使用這些聲音說出愛的話語，又真的帶著情感和意識嗎？sasakure.UK 的音樂世界揉合了流行和嚴肅層面，探討VOCALOID而言什麼是最重要的。」
同年，遊戲《初音未來 -Project DIVA-》追加下載內容『ミクうた、おかわり』使用 sasakure.UK 歌曲「*ハロー、プラネット。」中的故事設定製作迷你遊戲，由作者 sasakure.UK 本人負責擔綱製作人和遊戲音樂。
2011年，擔綱遊戲《セブンスドラゴン2020》主題曲「SeventH-HeaveN」。年末組成與歌手 marina 組成搖滾團體「有形ランペイジ UK Rampage」。
2012年發行了第二張商業專輯《幻実アイソーポス》，首度邀請真人歌手與VOCALOID共演。與 DECO*27 一同擔綱初音未來發售五週年紀念曲《39》，同時也是全家便利商店活動「ミク LOVES ファミマ♪」電視廣告曲。年末發表有形ランペイジ樂團首張專輯《有形世界リコンストラクション》。
2013年，持續擔綱遊戲《セブンスドラゴン2020》主題曲「HeavenZ-ArmZ」。發行第三張商業專輯《トンデモ未来空奏図》。
2014年12月，發行第四張商業專輯《摩訶摩謌モノモノシー》。

## 作品

### 商業專輯
| 序列 | 發售日期      | 標題 | 最高排名 | 發行公司      | 規格   |
| ---- | ------------- | ---- | -------- | ------------- | ------ |
| 1st  | 2010年3月3日  |      | 51位     | Joint Records | CD+DVD |
| 2nd  | 2012年4月11日 |      | 18位     | U/M/A/A       | CD+DVD |
| 3rd  | 2013年5月29日 |      | 15位     | U/M/A/A       | CD+DVD |
| 4th  | 2015年12月2日 |      | 41位     | U/M/A/A       | CD+DVD |

### 商業迷你專輯
| 序列 | 發售日期       | 標題 | 最高排名 | 發行公司 | 規格 |
| ---- | -------------- | ---- | -------- | -------- | ---- |
| 1st  | 2014年12月17日 |      | 58位     | U/M/A/A  | CD   |

### 「有形ランペイジ」作品
| 序列 | 發售日期       | 標題 | 最高排名 | 發行公司    | 規格   |
| ---- | -------------- | ---- | -------- | ----------- | ------ |
| 1st  | 2012年10月17日 |      | 49位     | PONY CANYON | CD+DVD |

### 同人作品
| 序列 | 發售日期       | 標題                    | 規格    | 附註                                                              |
| ---- | -------------- | ----------------------- | ------- | ----------------------------------------------------------------- |
| 1st  | 2006年12月30日 | Wandering Visitor       | CD+DVD  | C71 發布、BMS 專輯                                                |
| 2nd  | 2008年8月14日  | Kaleido＊MIXture        | CD      | C74 發布、VOCALOID 專輯                                           |
| 3rd  | 2008年12月30日 | Mistletoe -Viscumalbum- | CD      | C75 發布、BMS 專輯                                                |
| 4th  | 2009年8月15日  |                         | CD      | C76 發布、VOCALOID 專輯                                           |
| －   | 2010年5月5日   |                         | DVD     | M3-2010春發布、VOCALOID 影像作品輯                                |
| 5th  | 2010年8月14日  |                         | CD      | C78 發布、VOCALOID 專輯                                           |
| －   | 2011年6月12日  |                         | CD+繪本 | THE VOC@LOiD M@STER 16 發布、原創繪本與使用 VOCALOID 製作之原聲帶 |
| 6th  | 2012年8月11日  | Metro Jackz             | CD      | C82 發布、純音樂與歌手合作專輯                                    |
| 7th  | 2013年8月12日  | i:d                     | CD      | C84 發布、純音樂與歌手合作專輯                                    |
| 8th  | 2015年8月16日  | ロストピリカ            | CD      | C88 發布、純音樂與歌手合作專輯                                    |
| 9th  | 2016年8月21日  | ゼツメツコモンセンス    | CD      | C90 發布、純音樂與歌手合作專輯                                    |

## 外部連結
- 官方网站
- YouTube上的Sasakure.UK頻道
- Sasakure.UK的X（前Twitter）